# Iñigo Sebastián
Iñigo Sebastián Magaña, "Piña" (Murchante, Navarra, España, 30 de octubre de 1994) es un futbolista español. Actualmente juega en la S.D. Huesca de la Segunda División como defensa-central.

## Trayectoria
Ha pasado por clubes como el Tudelano, Osasuna Prom., CD Barco, SD Formentera,  Arandina CF y el Zamora CF.
El 16 de julio de 2019, llega libre al Zamora Club de Fútbol . Con el club zamorano consigue dos ascensos en las temporadas 2019/20 y en la 2020/2021, llegando a disputar los play off de ascenso a la 2ª División Española.
En enero de 2022, se convierte en nuevo jugador de Unionistas de Salamanca Club de Fútbol de la Primera Federación.
En la temporada 2022-23, firma por el Real Murcia CF de la Primera Federación, disputando 37 partidos oficiales.
El 18 de julio de 2023, firma por el Club Deportivo Eldense de la Segunda División.
El 7 de julio de 2025, tras el descenso del Club Deportivo Eldense, ficha por la Sociedad Deportiva Huesca.

## Clubes
Actualizado al último partido disputado el 26 de julio de 2023.
| Club                       | País          | Año           | PJ  | G  |
| -------------------------- | ------------- | ------------- | --- | -- |
| Club Deportivo Tudelano    | España        | 2013-2014     | 14  | 0  |
| CA Osasuna Promesas        | España        | 2014-2015     |     |    |
| UD Mutilvera (cedido)      | España        | 2015          |     |    |
| CA Osasuna Promesas        | España        | 2015          | 11  | 0  |
| CD Barco                   | España        | 2015-2016     | 15  | 0  |
| SD Formentera              | España        | 2016-2017     | 52  | 1  |
| Arandina CF                | España        | 2017-2019     | 81  | 0  |
| Zamora CF                  | España        | 2019-2021     | 71  | 5  |
| Unionistas de Salamanca CF | España        | 2022          | 18  | 2  |
| Real Murcia CF             | España        | 2022-2023     | 37  | 0  |
| CD Eldense                 | España        | 2023-2025     | 62  | 2  |
| S.D. Huesca                | España        | 2025-Act.     |     |    |
| Total carrera              | Total carrera | Total carrera | 361 | 10 |